# Рюле, Франк
Франк Рюле (нем. Frank Rühle; род. 5 марта 1944, Дона) — немецкий гребец, выступавший за сборную ГДР по академической гребле в 1960-х и 1970-х годах. Двукратный олимпийский чемпион, дважды чемпион мира и чемпион Европы, победитель многих регат национального и международного значения.

## Биография
Франк Рюле родился 5 марта 1944 года в городе Дона. В детстве играл в гандбол, но в возрасте 14 лет в 1959 году перешёл в академическую греблю. Проходил подготовку в Дрездене в местном спортивном клубе «Айнхайт Дрезден» под руководством тренера Ханса Экштайна.
Первого серьёзного успеха на взрослом международном уровне добился в сезоне 1966 года, когда вошёл в основной состав восточногерманской национальной сборной и побывал на чемпионате мира в Бледе, откуда привёз награду золотого достоинства, выигранную в зачёте распашных четвёрок без рулевого.
В 1967 году в безрульных четвёрках одержал победу на чемпионате Европы в Виши.
Благодаря череде удачных выступлений удостоился права защищать честь страны на летних Олимпийских играх 1968 года в Мехико — составе экипажа, куда также вошли гребцы Дитер Шуберт, Франк Форбергер и Дитер Гран, занял первое место в программе мужских безрульных четвёрок и тем самым завоевал золотую олимпийскую медаль.
Став олимпийским чемпионом, Рюле остался в составе гребной команды ГДР и продолжил принимать участие в крупнейших международных регатах. Так, в  1970 году в безрульных четвёрках он был лучшим на мировом первенстве в Сент-Катаринсе.
На чемпионате Европы 1971 года в Копенгагене добавил в послужной список ещё одну золотую медаль, полученную в безрульных четвёрках.
Находясь в числе лидеров восточногерманской национальной сборной, благополучно прошёл отбор на Олимпийские игры 1972 года в Мюнхене — здесь с теми же партнёрами вновь обошёл всех соперников в зачёте безрульных четвёрок и выиграл ещё одну золотую олимпийскую медаль.
За выдающиеся спортивные достижения награждался орденом «За заслуги перед Отечеством» в серебре (1968) и золоте (1972). Кавалер серебряного ордена «Звезда дружбы народов» (1971).
Впоследствии работал тренером по академической гребле и спортивным функционером. После объединения Германии занимался бизнесом по продаже спортивной одежды.